# Brahmaputra

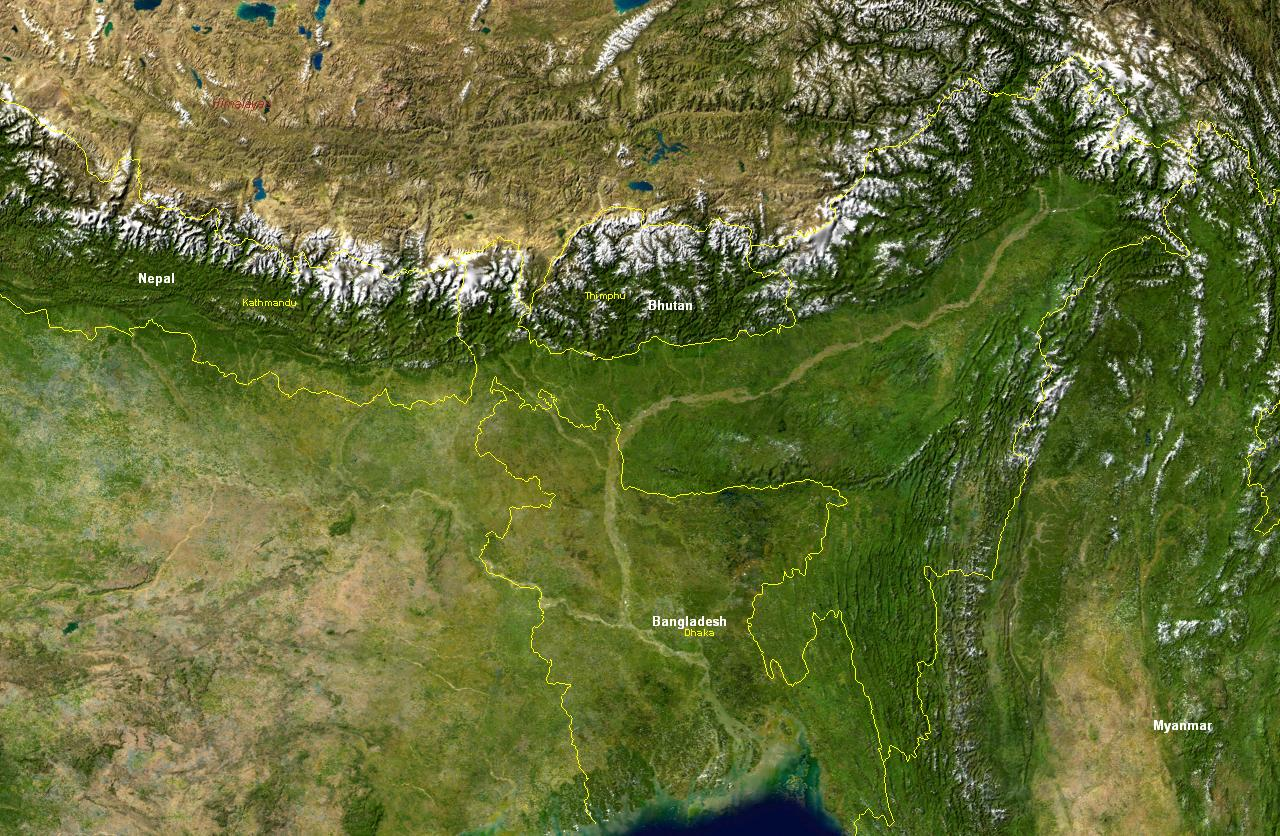
A Brahmaputra (és nagyrészt a Gangesz) vízgyűjtő területe

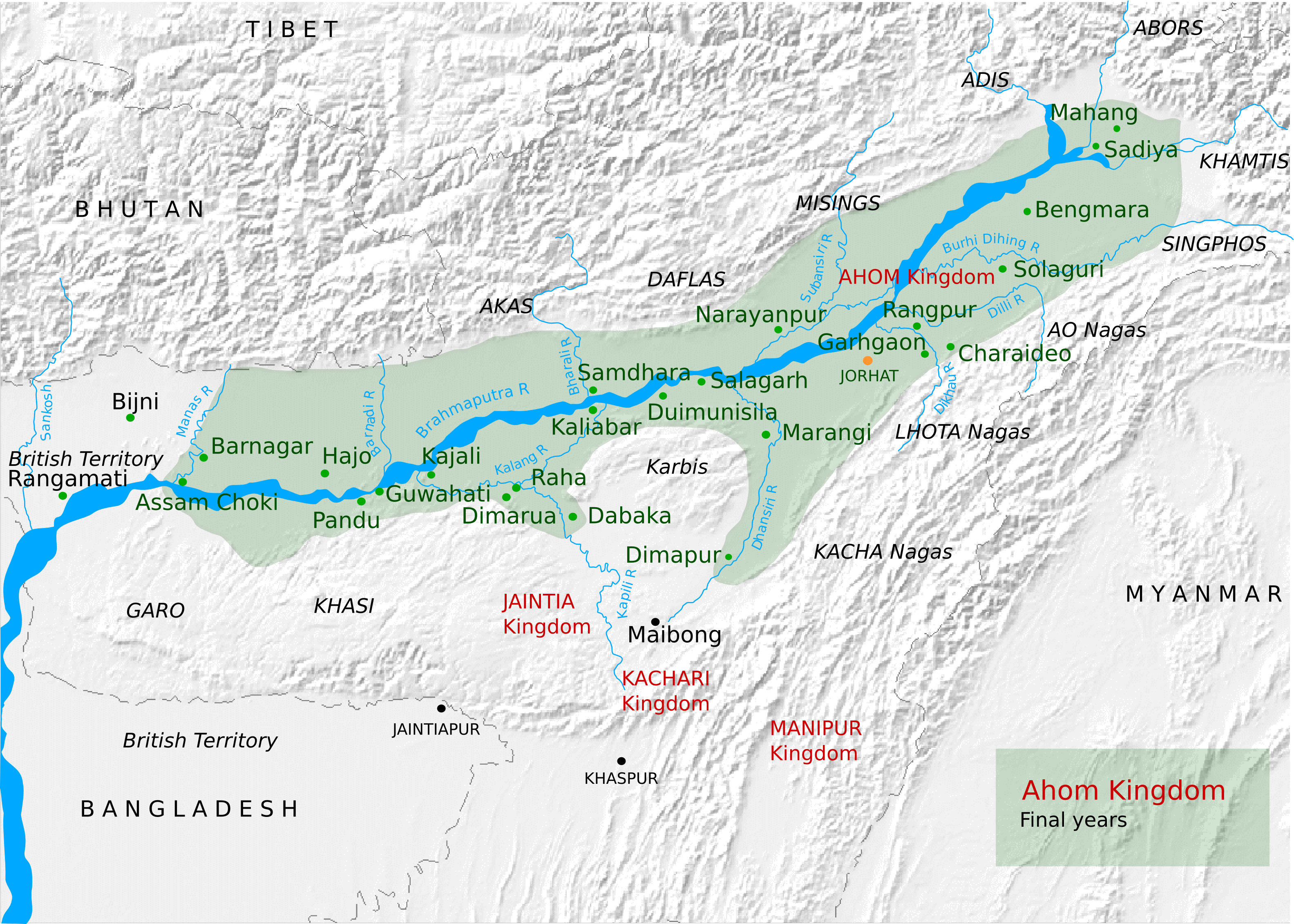
Az egykori Ahom királyság a mai Asszám északi részén

A Brahmaputra 2937 km hosszú folyam Dél-Ázsiában, az indiai szubkontinens legbővizűbb folyója. Vízgyűjtő területe körülbelül 1 millió négyzetkilométer.

## Földrajzi helyzete
Tibetben, a Himalája és a Transzhimalája között ered; kínai szakaszán Cangpónak hívják. 1500 km hosszan kelet felé folyik, majd az India Arunácsal Prades államát átszelő, 2800 m mély Dihang-kanyonban tör át dél felé a fennsík peremhegyein. A síkságra India Asszám államában ér le. Indiában a Himalája lábával párhuzamosan visszakanyarodik nyugatnak; sokáig Asszám és Meghálaja határfolyója. Bangladesben Dzsamunának hívják. A határon ismét délnek fordul a Bengáli-öböl felé (egy rövid szakaszon Banglades és Meghálaja határfolyója). A Gangesszel (helyi neve: Padma) közösen feltöltött Bengáli-alföldön sok ágra szakadozva, közös deltatorkolatban éri el az Indiai-óceánt; a két óriásfolyam több ága összeömlik. Medreik állandóan változnak, ahogy a hegyekből hozott és a síkon lerakott hordalékot kerülgetik. Már Dakka alatt torkollik belé legnagyobb bal oldali mellékvize, a Meghna.

## Jellemzői
A Föld ötödik legnagyobb vízhozamú folyója: középvíznél 20 000 m³/s vizet szállít az Indiai-óceánba.
Vízjárása szélsőségesen egyenlőtlen: az Asszám államban lévő Gauhatinál, ahol középvíz idején másfél kilométer széles, szintje a monszunesők idején mintegy öt métert emelkedik. Két hosszabb szakasza hajózható: Tibetben, mintegy 3600–3700 m magasban egy 640 km-es szakasz és az alsó 1300 km (Asszámtól a Bengál-öbölig). Ennek megfelelően Tibetben hosszan középszakasz, a Dihang-kanyonban felsőszakasz, Asszámban ismét középszakasz, nagyjából Banglades határától alsószakasz jellegű. Vizével Indiában és Bangladesben összesen mintegy 90 000 km²-t öntöznek.
A Gangesz és a Brahmaputra közös deltája a Föld legnagyobb deltatorkolata: területe eléri a 44 000 km²-t. A két folyó együtt mintegy évi 180 millió köbméter hordalékot rak le.